# From Here to Eternity: Live
From Here to Eternity: Live è una live-compilation del gruppo punk britannico dei Clash pubblicato nel 1999. Le canzoni sono in ordine di uscita come singoli e non per la data in cui sono state registrate.

## Tracce
Tutte le tracce sono accreditate a Joe Strummer e Mick Jones, eccetto dove indicato.
1. Complete Control - 3:45
2. London's Burning - 2:03
  - Traccia 2 eseguita il 30 aprile 1978 al Victoria Park, Londra.
3. What's My Name (Jones, Levene, Strummer) - 1:43
  - Traccia 3 eseguita il 27 luglio 1978 al Music Machine, Londra.
4. Clash City Rockers - 3:30
5. Career Opportunities - 2:06
  - Traccia 5 eseguita il 13 ottobre 1982 allo Shea Stadium, New York.
6. (White Man) in Hammersmith Palais - 4:28
7. Capital Radio - 2:58
8. City of the Dead - 2:47
9. I Fought the Law (Curtis) - 2:36
  - Tracce 8 e 9 eseguite il 28 dicembre 1978 al The Lyceum, Londra.
10. London Calling - 3:29
11. Armagideon Time (Dodd, Williams) - 5:05
  - Tracce 7 e 11 eseguite il 18 febbraio 1980 allo Lewisham Odeon, Londra.
12. Train in Vain - 4:43
13. Guns of Brixton (Simonon) - 3:36
  - Tracce 1, 12 e 13 eseguite il 13 giugno 1981 al Bond's Casino, New York.
14. The Magnificent Seven (Clash) - 6:09
15. Know Your Rights (Clash) - 4:05
  - Tracce 4, 6, 10, 14 e 15 eseguite il 7 settembre 1982 al The Orpheum, Boston.
16. Should I Stay or Should I Go (Clash) - 3:14
17. Straight to Hell (Clash) - 7:24
  - Tracce 16 e 17 eseguite l'8 settembre 1982 al The Orpheum, Boston.

## Formazione
- Joe Strummer – voce (tracce 1, 2, 3, 4, 5, 6, 7, 8, 9, 10, 11, 14, 15, 16 e 17), chitarra ritmica (1, 2, 3, 4, 5, 6, 7, 8, 9, 10, 11, 12, 14, 15 e 16), basso (traccia 13)
- Mick Jones – chitarra solista (tutte le tracce), voce (tracce 1, 2, 3, 4, 5, 6, 7, 8, 9, 10, 12, 13 e 16)
- Paul Simonon – basso (tracce 1, 2, 3, 4, 5, 6, 7, 8, 9, 10, 11, 12, 14, 15, 16 e 17), voce (tracce 2, 3, 4, 9, 10 e 13), chitarra ritmica (traccia 13)
- Topper Headon – batteria (tracce 1, 2, 3, 7, 8, 9, 11, 12 e 13)
- Terry Chimes – batteria (tracce 4, 5, 6, 10, 14, 15, 16 e 17)

Assieme a:
- Mickey Gallagher – organo (traccia 11)
- Mikey Dread – voce (traccia 11)

## Crediti
- The Clash – produttore
- Crispin Murray – ingegnere del suono
- Adrian Hall, Matt Lawrence e Gareth Ashton – assistenti ingegneri
- Bill Price – mixing
- Tim Young – mastering
- Model Solutions – copertina
- Paul Simonon – direzione artistica
- Solar Creative – graphic design
- Pennie Smith, Matthew Donaldson e Adrian Brown – fotografie